# 스콧 하이랜즈
스콧 하이랜즈(Scott Hylands, 1943년 1월 1일 ~ )는 캐나다의 배우, 텔레비전 배우이다.
밴쿠버에서 태어났다.

## 방송
- 브이 2
- 브이 1

## 영화
- 리메모리-기억추출 (2017년) - 찰스 역
- 비욘드 더 블랙 레인보우 (2011년)
- 넉아웃 (2011년)
- 브이 1 (2009년) - 파더 트래비스 역
- 수퍼 스톰 - 인류 멸망 (2008년)
- 하스팅스 스트리트 (2007년)
- 팰콘 비치 (2006년)
- 햄스터 케이지 (2005년)
- 케이블 비치 (2004년) - 워렌 역
- 퍼슈드 (2004년)
- 블랙 리버 (2001년) - 리처드 크런치 역
- 리스크 (2001년)
- 이그니션 (2001년)
- 에드버킷 (1997년)
- 타이타닉 (1996년)
- 제3의 눈 (1995년)
- 써로게이트 (1995년)
- 디코이 (1995년)
- 무너진 베이 브리지 (1993년)
- 투 캐치 어 킬러 (1992년)
- 나이트 히트 (1985년)
- 아이삭 리틀페더스 (1984년)
- 죽음의 추적자 (1981년)
- 커밍 아웃 얼라이브 (1980년)
- 3중대의 병사들 (1978년)
- 원더 우먼 - TV 시리즈 (1975년)
- 대지진 (1974년)
- 글래스 하우스 (1972년)
- 바보들 (1970년)
- 닥터 게논 (1969년)
- 위험한 연인 (1969년)
- 아이언 사이드 (1967년)